# Алберт Јакопич
Алберт Јакопич — Кајтимир (Љубљана, 24. новембар 1914 — Љубљана, 10. октобар 1996), учесник Народноослободилачке борбе, друштвено-политички радник СР Словеније и народни херој Југославије. Од 1966. до 1968. године био је председник Председништва Централног комитета Савеза комуниста Словеније.

## Биографија
Албер Јакопич рођен је 24. новембра 1914. године у Љубљани. Потиче из радничке породице. Отац му се из заробљеништва у Совјетском Савезу вратио тек 1924. године. До тада је Алберт био на чувању код страних људи, јер га је мати напустила и ступила у нов брак. Пошто му је отац учествовао у Октобарској револуцији, био је властима сумњив и врло је тешко долазио до службе. Често је остајао без посла, па је породица живела врло скромно и у оскудици. Управо је очево искуство у Октобарској револуцији утицало на Албертов поглед на свет.
Алберт је четири разреда основне школе завршио у Мошњама, а два у Љубљани, где је завршио и осам разреда гимназије. По завршеној гимназији наставио је студије, али није имао довољно средстава за издржавање. Пошто није могао да добије ни службу, отишао је у војску и у Марибору завршио школу за резервне официре с одличним успехом. По повратку је завршио абитурјинтски курс трговачке школе и затим уписао три семестра Правног факултета у Љубљани. Новац за издржавање зарађивао је давањем приватних часова или повременим запошљавањем.

### Народноослободилачки рат
Поред тога што није могао да добије запослење, Алберт је често позиван на војне вежбе. Непосредно пред напад на Југославију укључен је у казнени пук у Врховинама у Лици. После напада на Југославију, тај пук је без оружја упућен најпре у Срем, па се затим повлачио да би га код Добоја заробили Немци и његове припаднике одвели у заробљеничке логоре у Немачку. Јакопич је био у три логора за ратне војне заробљенике, официре. Из логора Сталаг 3/а пуштен је 6. августа 1941. године као становник „италијанске“ љубљанске покрајине (итал. Provincia di Lubiana) и дошао у Љубљану.
По доласку у Љубљану одмах се укључио у Освободилну фронту. На терену се повезао са Миланом Чесником и Марјаном Новаком из Вича. Скупљао је оружје и санитетски материјал, који му је добављао отац из болнице. Учествовао је у акцијама исписивања парола и растурања летака, те окупљао резервне официре у Освободилну фронту. Кад се физички опоравио, хтео је у новембру 1941. године да оде у партизане, али је због оштре зиме, снега и чињенице да су се неки борци због зиме враћали, неко време још остао у Љубљани.
У партизане је отишао са групом Љубљанчана у Горењску марта 1942. године, и то у Западнодолењски одред. Ускоро потом, априла 1942. године, примљен је у Комунистичку партију Југославије. Као резервни официр бивше југословенске војске преносио је своје стручно знање на неискусне младе партизане. У почетку је био митраљезац, затим водник, командир чете, командант батаљона, а новембра 1942. године постао је командант Западнодолењског одреда. Са својом јединицом је у многим сукобима против непријатеља ширио и бранио ослобођену територију у Долењској.
Пошто је Освободилна фронта политички брзо освојила Долењску, којом је 20 година владала Италија, недостајало је још само способних људи. Поред осталих, у Приморску је фебруара 1943. године послат и Алберт. Тамо је учествовао у организовању партизанских јединица и постао командант Средњоприморског одреда.
10. априла 1943. године формирана је бригада „Симон Грегорчич“. Јакопич је постао њен први командант. Као командант бригаде, он је маја 1943. године водио први поход у Бенешку Словенију. У том походу је учествовала и Градникова бригада. Задатак им је био да буде националну свест и да изврше припреме за народноослободилачку борбу. Поход је започет борбом на Толминским равнама, где је бригада доживела своје ватрено крштење. Око 800 италијанских алпиниста дошло је у село да га опљачка. Бригада се сукобила с њима, неколицину побила, 12 заробила, а остали су се дали у бекство. Непријатељ је против ових бригада покренуо цео корпус, али су се оне ипак пробиле у Бенешку Словенију и потакле устанак све до крајњих западних граница Словеније. У тим акцијама, Јакопич се истакао као познавалац италијанске и партизанске војне тактике и стратегије.
Крајем августа 1943, с једном посебном четом је отишао у Резију да би и на том подручју организовао народноослободилачки покрет. У Приморској је остао све до капитулације Италије, а затим је отишао у Долењску и тамо постао заменик политичког комесара 15. дивизије.
Крајем септембра су у Приморској формиране 30. и 31. дивизија. Јакопич је опет дошао у Приморску и постао командант 30. дивизије и од немачких упада бранио тзв. Кобаридску републику. Под његовим вођством дивизија се борила против немачких и других фашистичких јединица код Жага, у Трнову, на Столу и у Бенешкој Словенији.
Фебруара 1944. године, Јакопич је већ по други пут био у походу на Бенешку Словенију. Тада је у поход водио 30. дивизију, која је тамо постигла запажени успех у борбама. После тешких борби код Чедада и на крајњим словеначким западним границама, све три бригаде су после одлучног продора непријтељске блокаде дуж Соче, од Горице до Кобарида, стигле опет на старе положаје.
Јакопич је крајем јуна 1944. године учествовао у нападу на Башку грапу, кад су јединице НОВЈ уништиле више непријатељских упоришта и темељито разрушиле све комуникације у тој долини.
У Приморској је одјекнуо пад домобранског утврђења Чрни врх где су једнице 9. корпуса после 12-часовне борбе 1. септембра 1944. године уништиле непријатељску посаду. Успеси јединица 30. дивизије донели су Јакопичу велику популарност. Фебруара 1945. године, постао је начелник 9. корпуса. На том положају је са Градниковом бригадом учествовао у завршним борбама за ослобођење Словеначког приморја. Учествовао је у ослобођењу Тржича (ита. Monfalcone) и Градежа, где се као један од првих виших официра срео са савезничком војском и са генералом Хардингом.

### Послератна каријера
У Југословенској армији је остао до 6. јула 1945. године, када је демобилисан. После демобилизације, именован је за инструктора Централног комитета Комунистичке партије Словеније, затим је једну годину био секретар Приморског округа, одакле је отишао за секретара Мариборског округа.
Године 1947. дошао је у Љубљану и постао начелник Организационе управе ЦК КП Словеније. За време резолуције Информбироа био је активан нарочито на Универзитету, где је правовременом политичком акцијом већ у почетку онемогућио стицање присталица одлуке Информбироа. Учествовао је и у кампањама за откуп жита, сечу шуме и остало.
Као политички активист, био је Савезни и Републички посланик, председник Савета за робни промет СР Словеније, председник Туристичког савеза Словеније од 1953. до 1958. године и председник Туристичког савеза Југославије од 1958. до 1968. године.
После прикључења Зоне Б Слободне Територије Трста Југославији, отишао је 1954. године на политички рад у Копар, где је био секретар среског комитета. Учествовао је у политичком, привредном, културном и туристичком развоју Копра и околине.
У Копру је остао до 1962. године, кад је поновно постављен за секретара Организационе управе ЦК СК Словеније. Поред тога би је и секретар и председник Социјалистичког савеза радног народа Словеније, организациони секретар и председник Председништва ЦК СК Словеније од октобра 1966. до децембра 1968, члан ЦК СК Словеније до 1968. и члан Централног комитета СКЈ од 1958. до 1969. године. Године 1968, постао је политички комесар Главног штаба СР Словеније за Општу народну одбрану и на том месту остао је до 1973. године.
Био је и члан Савета федерације СФРЈ од 1971. године, члан Конференције ССРН Словеније, Савеза удружења бораца НОР Словенија, члан Председништва СУБНОР Словеније и члан Комисије СК Словеније за раднички покрет и неговање традиција НОБ-а.
Умро је 10. октобра 1996. године.
Носилац је бројних југословенских и страних одликовања. Пољским орденом Партизанског крижа одликован је двапут, а носилац је и румунског ордена Реда Тудор Владимиреску првог реда. Орденом народног хероја одликован је 22. јула 1953. године.